# Синагога под белым аистом (Вроцлав)
Синагога под Белым Аистом (пол. Synagoga pod Białym Bocianem) — одна из двух действующих синагог во Вроцлаве. Находится на улице Павла Влодковица, 7. В 1996 году возвращена еврейской религиозной общине и является главной и самой большой синагогой общины во Вроцлаве. Богослужения совершаются только в большие праздники.

## История

### Попытки начала строительства синагоги
Идея строительства синагоги родилась в 1790 году, когда министр Силезии, граф Карл Георг Генрих фон Хойм предложил построить в Вроцлаве синагогу, общедоступную для всей еврейской общины, при этом планируя закрыть рассредоточенные по всему городом частные синагоги и молитвенные дома. Однако план не был реализован по причине отсутствия к нему интереса ортодоксальных евреев.
В августе 1819 года Министерство внутренних дел короля Фридриха Вильгельма III, направила к вроцлавской еврейской общине письмо, в котором настаивало на строительстве большой общедоступной синагоги и закрытия малых молитвенных домов. Руководство общины однако, после длительных дебатов и консультаций, от этой идеи отказалось.
2 апреля 1820 года еврейская община направила письмо руководству вроцлавской полиции, в котором разъяснила причины отказа выполнения поставленной королем задачи. Основными причинами были нехватка средств, а также не урегулированные проблемы в конституции, и в эдикте 1812 года, касающиеся иудаизма. Однако, следующее письмо общине, содержало категорическое требование начала строительства новой синагоги в течение двух лет.
Вскоре был начат сбор денег. Было собрано 9812 талеров, из которых 6777 перечислено «первым обществом братьев», остальные — членами восьми малых ортодоксальных молитвенных домов, которых поддерживал раввин Саломон Тиктин. Однако, большинство ортодоксов была против новой синагоги и финансово не поддержала строительство. Собранных средств было недостаточно для начала строительства.
В декабре 1820 года были заранее проданы сидячие места в будущей синагоге, благодаря чему была собрана сумма, которая позволила начать строительство. Были начаты переговоры с купцом Якобом Филиппом Зильберштайном, собственником участка при улице св. Антония, 35, на котором раньше была корчма «Под белым аистом» (пол. Pod Białym Bocianem), что дало название будущей синагоге. В 1819 году был создан проект, который был одобрен администрацией города.
В июне 1821 года руководство еврейской общины приостановило строительство синагоги в связи с разногласиями большинства членов кагала.

### Строительство
В 1826 году вновь появились идея строительства большой и презентабельной синагоги, которую поддержали члены «первого общества братьев». Вероятной причиной этого могло было завершение в 1817 году сроков аренды синагоги Темпель, где была сосредоточена деятельность общества.

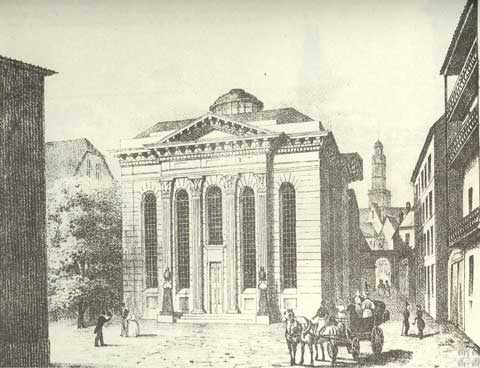
Синагога, 1830 год

Строительные работы были начаты в 1827 году на участке, купленном в конце 1820 года на улице св. Антония, по проекту 1819 года. Инвестором стал Якоб Филипп Зильберштайн, владелец участка, член еврейской религиозной общины, а также возможно — член «первого общества братьев». Строительными работами от начала строительства и до мая 1828 года руководил мастер Шиндлер, а после его смерти — мастер Тшоке. Над всеми работами осуществлял надзор прораб Тиль.
23 апреля 1829 года состоялось торжественное открытие синагоги, а первая служба состоялась за 13 дней до этого (10 апреля). С момента открытия функционировала как частная синагога членов «первого общества братьев».
Проект был выполнен немецким архитектором Карлом Фердинандом Ланггансом, который взял за основу силезско-прусский архитектурный стиль сакральных сооружений XVIII века. Роспись интерьера выполнил Рафаэль Биов и его сын. Также, некоторое время ему ошибочно приписывали авторство проекта синагоги.

### После открытия
В 1847 году стала главной общедоступной синагогой еврейской общины в Вроцлаве. В 1872 году после строительства Новой синагоги на улице Подвале, синагогу Под белым аистом заняли консервативные евреи. В 1872 и 1873 годах проведены ремонтные работы, которые несколько нарушили архитектурную гармонию фасада здания. Достроены три внешние лестничные клетки, которые вели на галерею для женщин. В 1997 году во время восстановительных работ лестничную клетку, которая находилась в юго-восточном углу было демонтировано.

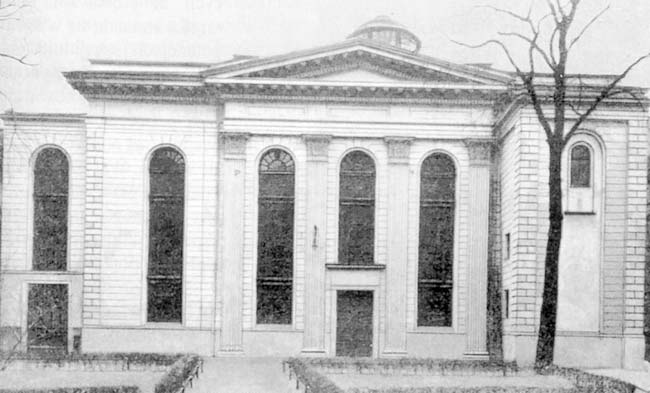
Перед второй мировой войной

В 1905 году был основательно перестроен интерьер синагоги, реконструкцией руководили братья Пауль и Рихард Эрлихы. В то же время были достроены новые железобетонные неороманские галереи для женщин, которые заменили предыдущие. На рубеже 1928—1929 годов, в сотую годовщину существования синагоги, она была основательно отреставрированная. Восстановлен фасад и интерьер, добавлена электрическое освещение, смонтировано центральное отопление, а также, построен посередине один из важнейших элементов синагоги — бима, которую спроектировал А. Гротте.

### Хрустальная ночь Вторая мировая война
Во время хрустальной ночи с 9 на 10 ноября 1938 года солдаты вермахта разрушили интерьер синагоги и порвали свитки Торы, которая находилась в синагоге. Однако, учитывая близкое соседство с другими домами, синагога не была подожжена, что спасло её от полного уничтожения (как, например, Новую Синагогу). После тех событий была частично восстановлена и одновременно служила как консервативным, так и либеральным евреям, хоть службы проходили отдельно и в разное время.

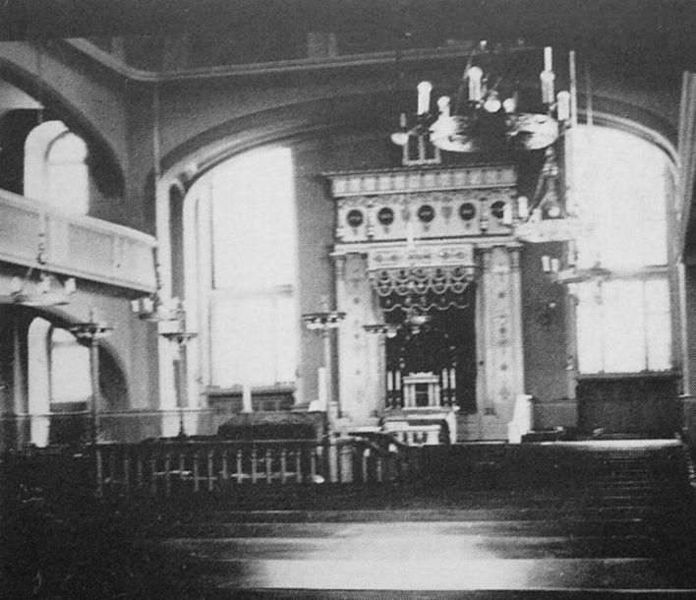
Перед второй мировой войной. Интерьер

После начала Второй мировой войны, использовалась до 1943 года. После этого немецко-фашистское командование переоборудовало её на станцию техобслуживания автомобилей, и магазин награбленного у евреев имущества. Часть оригинального оснащения синагоги была уничтожена. Во дворе синагоги устроено одно из мест для сбора депортированных в лагеря вроцлавских евреев. Об этот факт напоминает памятная табличка.

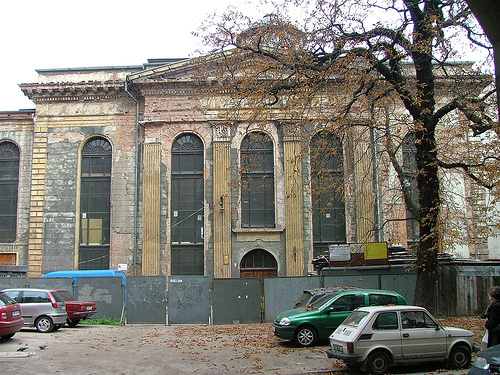
Синагога, 2004 год

### 1945—1995 годы
13 августа 1945 года Еврейский комитет в Вроцлаве обратился к меру города Александру Вахниевскому с вопросом о возвращении синагоги еврейской общине, которую в то время занимала милиция. После возвращения, синагога была отремонтирована и вновь оборудована для религиозных потребностей еврейской общины.

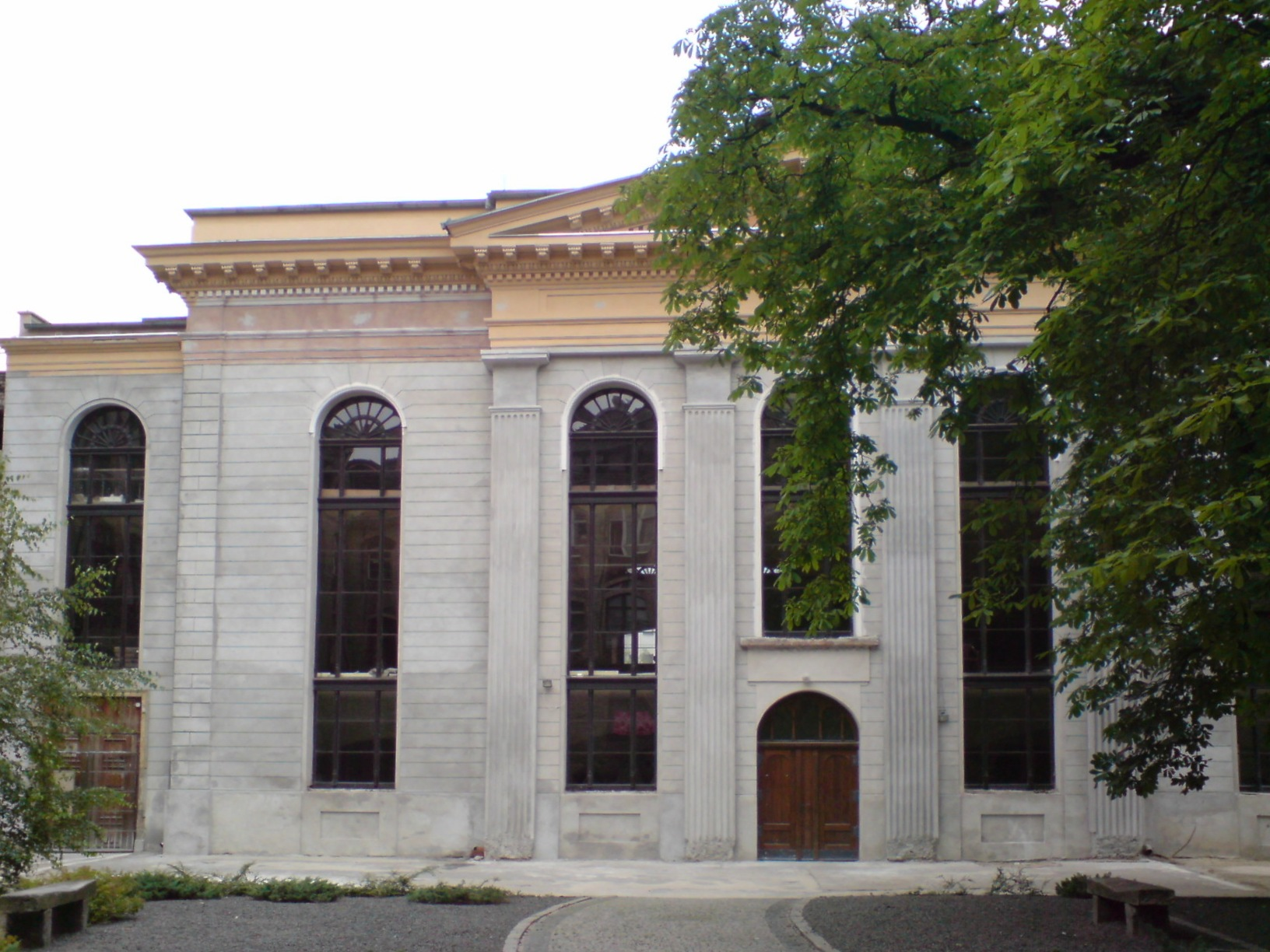
Синагога, июль 2007 года

В 1960-е годы синагога не раз страдала от хулиганских действий со стороны не установленных лиц. Выбиты стекла со стороны ул. Антония (северная стена). Позже из незаселенного дома поблизости, который готовили к сносу (№ 6 на ул. св. Антония), камнями выбиты ценные витражи на окнах восточной стены. Многочисленные ходатайства еврейской общины в управление по делам религии, а также обращение в полицию, результата не дали. С того времени состояние синагоги постепенно ухудшалось.
5 июля 1963 года еврейская община во Вроцлаве направила письмо Союзу еврейских общин Польши, в котором просила и обосновывала необходимость выделения средств на ремонт:
«Находится в таком состоянии, что есть угроза полного разрушения здания, а вид её производит очень неприятное впечатление на людей, которые принимают участие в службах. Потолок рушится, большинство окон выбито, отпадает штукатурка. Заперт запасный выход, через угрозу разрушения дома в том месте, что создает угрозу жизни людей в случае пожара».
В середине 1964 года неизвестные дважды выбивали окна. За вторым разом проникли на чердак, откуда похитили большое количество молитвенников. В 1965 году от Джойнта было получено 10 тыс. долларов США, на ремонт синагоги. 27 июля 1966 года управление градостроительства и архитектуры вынесло постановление:
«… призываем до 10 августа 1966 года освободить здание, по улице Влодковица, 9. …Техническое состояние объекта угрожает безопасности людей и имуществу, учитывая серьезные разрушения грибком и насекомыми, элементов конструкции крыши».
В письме руководству управления по делам религии от 23 августа 1966 года, ситуация описывалась так: синагога будет отремонтирована на средства религиозной общины, но «община надеется в этом деле также помощи со стороны администрации Вроцлава, поскольку иудеи лишены возможности посещать службы даже во времена самых больших праздников».
28 марта 1967 года община обратилась с призывом к тогдашнему руководителю воеводского народного совета, Болеславу Ивашкевичу:
«Еврейская религиозная община во Вроцлаве является крупнейшей по численности в Польше, а евреи Вроцлава практически лишены возможности участвовать в службах, поскольку даже большая старинная синагога по ул. Влодковица 9 закрыта от 30 сентября 1966 года управлением архитектуры, поскольку есть опасность разрушения крыши. Здание требует капитального ремонта. Малая синагога при улице Влодковица 9 может вместить лишь около 50 человек и таким образом польские граждане, исповедующие иудаизм, проживающие во Вроцлаве, не имеют возможности участвовать в субботних службах, службах по случаю торжественных праздников, службах за души умерших. Такое положение вещей привело к значительному разочарование среди иудеев, жителей Вроцлава. Община считает, что нужно использовать все возможности, общественные, политические и материальные, чтобы дать людям принадлежащим к религии иудаизма, возможность участвовать и в службах по умершим.»
В следующей части письма указано, что в синагоге во время самых больших праздников бывало около 2 тыс. людей из Вроцлава и окрестностей. В обосновании выражена просьба о помощи от городской власти и Джойнта в ремонте синагоги.
После осмотра синагоги управлением градостроительства и архитектуры были разрешены собрание первом этаже по случаю еврейских праздников 4 октября, 5 октября, 6 октября, 13 октября, 14 октября и 26 октября 1967 года. Вскоре были демонтированы дома по улице св. Антония, которые окружали синагогу. Это повлекло за собой дальнейшее уничтожение здания вандалами.
После событий марта 1968 года и эмиграции значительной части еврейского населения Вроцлава, службы в синагоге были скорее всего приостановлены, о чём может свидетельствовать, что на праздник Песах, молились только в Малой синагоге. В 1974 году, на основании положения об оставленном немецком имуществе, синагога перешла в государственную собственность и том же году передана Вроцлавскому университету. В нём планировалось разместить библиотеку, читальный зал и учебные залы университетской библиотеки. В 1976 году начаты работы связанные с перестройкой здания. После нескольких месяцев работы были приостановлены из-за нехватки финансирования.
В 1984 году синагога была куплена центром культуры и искусств, который устраивал в синагоге выставки художников разного плана. Случились два пожара. В 1989 году здание передали Вроцлавской музыкальной академии, которая планировала перестроить его в концертный зал. Во время работ была демонтирована крыша и работы остановились. Здание начало активно разрушаться, влажность разрушала стены, отпадали штукатурка и росписи.
В 1992 году синагогу купил частный предприниматель Яцек Лесичка, который не проводил в синагоге никаких ремонтных работ. По инициативу Эриха Бовеса, вроцлавского еврея, который ныне проживает в США, община начала переговоры о возвращении синагоги еврейской общине. Однако, после многочисленных встреч с владельцем дома и городскими чиновниками, синагогу вернуть не удалось, учитывая очень высокую цену, которую запросил Яцек Лесичка.
Вскоре состоялась встреча представителей кагала с а митрополитом вроцлавским. По его ходатайству тогдашнее министерство культуры и искусств Польши выкупило синагогу и передало еврейской общине.

### 1995—2005
24 сентября 1995 года первый раз за много лет в разрушенной синагоге состоялась служба по случаю праздника Рош ха-Шана, в котором приняли участие около 400 человек. 10 апреля 1996 года вроцлавская еврейская община обрела полноценное право собственности на синагогу. С тех пор синагога принадлежит ортодоксальным евреям.
В мае 1996 года начат первый этап ремонтных работ в синагоге, целью которого было восстановление крыши. Средства на это были переведены фондом польско-немецкого сотрудничества. В июне начат второй этап, целью которого было приведение в порядок остальных частей здания, и проработка детальных планов восстановления, согласно сохранившимся иконографическим материалам. В 1998 году был завершен третий этап, во время которого были проведены основные строительные работы, такие как ремонт стен, реконструкцию оконных рам и крыши главного нефа, монтаж новых лестниц и системы отопления. Благодаря дотации концерна KGHM стало возможным сделать частичную отделку стен.
8 ноября 1998 года во время 60-й годовщины событий Хрустальной ночи в синагоге состоялась служба, посвященная жертвам тех событий. Целью службы также было отдать должное стараниям по возвращению и восстановлению синагоги.

2 июля 2000 года в синагоге состоялась первая с 1964 года церемония бракосочетания.

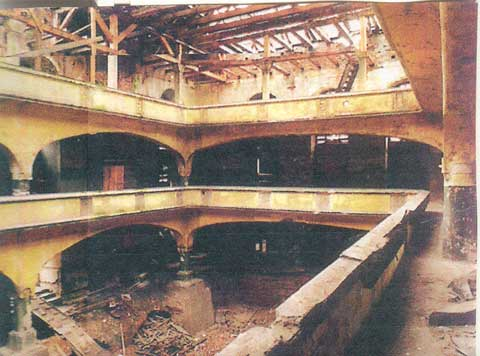
Разрушенный интерьер синагоги, 1996 год

10 мая 2002 года около 20:30 произошла попытка поджога синагоги. Неизвестный попытался поджечь строительные материалы, сложеные возле западной стены. Благодаря быстрой реакции сторожа на место сразу прибыли три пожарных расчета. Пожар был потушен за несколько минут. Убытки составили несколько тысяч злотых.

### После 2005

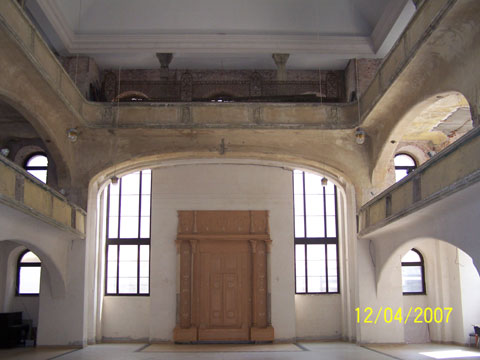
Синагогиальный Ковчег, апрель 2007 года

7 мая 2005 года в синагоге был организован центр еврейской культуры и образования (пол. Centrum Kultury i Edukacji Żydowskiej CKiEŻ), деятельность которого направленная на реставрацию синагоги под Белым Аистом. Планировалось, что синагога будет выполнять функцию современного центра культуры и образования международного масштаба.

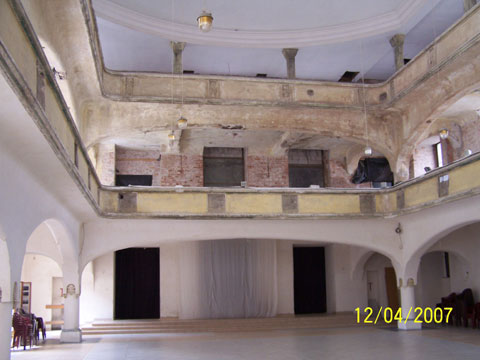
Интерьер синагоги, апрель 2007 года

В 2005 году благодаря дотациям от городских властей Вроцлава размером 90 тыс. злотых, в синагоге был смонтирован пол. Вскоре благодаря инициативе координатора еврейской общины Клары Колодзейской была упорядочена территория вокруг синагоги. Были ликвидированы забор и временный паркинг, проведено озеленение. 10 ноября 2007 года был отреставрирован и открыт Синагогальный Ковчег, который по виду идентичный тому, который находился в синагоге до войны и непосредственно после неё.
В 2008 году средства на ремонт синагоги в рамках культурной программы четырёх святынь перечислил город Вроцлав, еврейская религиозная община Республики Польша, а также министерство культуры и народного наследия Польши (из средств ЕС). На восстановление интерьера и строительство лифтов для людей с особыми потребностям было выделено 2,5 миллиона евро. Финансирования хватило также на замену всех инсталляций, гидроизоляцию, воссоздание витражей и первичного классицистического орнаментального убранства. Реставрацию в 2008—2009 годах провела вроцлавская фирма Castellum, которая специализируется на работах по ремонту памятников архитектуры.
9 декабря 2008 года синагогу посетил духовный лидер Тибета Далай-лама XIV, где встретился с представителями еврейской религиозной общины.

## Архитектура

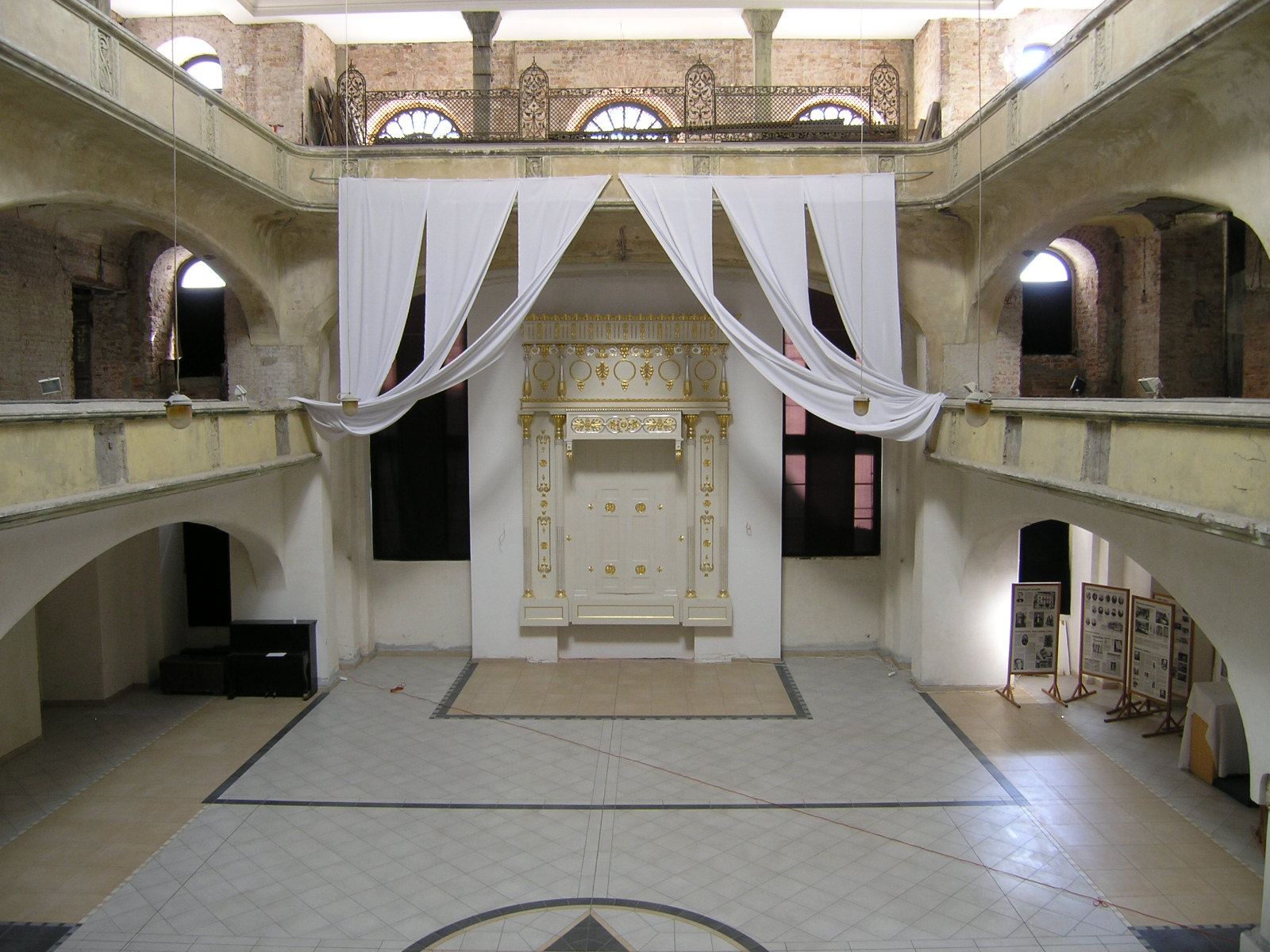
Синагогальный ковчег, ноябрь 2007 года

Здание каменное, с фасадом ориентированным на запад, по форме синагога — удлиненный прямоугольник, стиль классический с элементами римской архитектуры. По восточному и южному фасадам расположенные архитектурное украшения, элементы которого образуют два ризалита с пилястровыми портиками коринфского ордера, завершенными треугольными фронтонами. Крыша здания ломаная, с аттиком, над которым возвышается восьмигранный фонарь с завершением, напоминающим купол.
Главный молитвенный зала накрыт сводом. С четырёх сторон его окружают железобетонные двухуровневые неороманские галереи для женщин, построенные в 1905 году вместо старых деревянных, которые опирались на 12 пристенных колон. На галереи ведут внешние лестничные клетки построены 1872 года на южной и западной стенах.
До 1872 года вход с южной стороны использовался исключительно во время самых больших религиозных праздников. Перед входом была лестница с двумя фонарями увенчанными таблицей с неизвестной надписью на иврите. Изначально, главные входы находились на западной стороне. Центральные для мужчин, а два боковых — для женщин.
Синагога ныне является памятником архитектуры. Вписана в государственный реестр памятников архитектуры 30 декабря 1970 года под номером 203.

## Синагога, как культурный центр

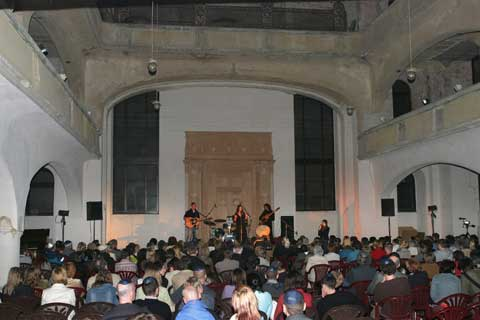
Концерт Идит Эшел

Синагога под Белым Аистом это не только место религиозных практик, но также, активно развивающийся центр еврейской культуры . Здесь проходят многочисленные концерты, вернисажи, театральные выступления, мастер-классы и встречи. Этому способствует хорошая акустика объекта, а также её размер, который позволяет вместить несколько сотен человек.
Синагога начала активно использоваться в качестве культурного центра с мая 2005 года, когда был открыт центр еврейского образования и культуры, который круглогодично организовывает культурные и образовательные мероприятия, связанные с еврейской культурой.

### Концерты по случаю гавдали
С декабря 1999 года раз в месяц в синагоге в субботние вечера (окончания шаббата) проходят концерты по случаю шаббата. Исполняется клезмер и различная другая еврейская музыка. Основоположником традиции является Леопольд Козловский и хор синагоги под Белым Аистом..
В рамках концертов по случаю гавдали в синагоге выступили многие известные канторы и сольные исполнители
Концерты организуются вроцлавской еврейской общиной, художественным агентством Art & Business Direction, центром культуры и искусств, а также фондом Pro Arte.

### Лето с музыкой под Белым Аистом
С 24 июля до 12 августа 2007 года Фонд Бенте Кахана организовал фестиваль «Лето с музыкой под белым Аистом», то есть цикл летних концертов по воскресным дням в послеобеденное время. С концертами выступил композиторы еврейского происхождения, работающие в области классической музыки, популярной музыки, оперы, джаза, а также многочисленные вокальные произведения. Задачей концерта было также ознакомление с биографиями композиторов.
В рамках концерта выступили:
- Джазовый квартет Кассе Станковськой с музыкой Владислава Шпильмана, Джорджа Гершвина;
- Артисты музыкального театра Капитоль с музыкой Курта Вейлла;
- Виолетта Малиновская и Дарий Самердак с музыкой Джорджа Гершвина;
- Вислава Гавалка, Виолетта Малиновская и Дарий Самердак с музыкой Генрика Варса и Ежи Птербурзького;
- Арника Добрас, Мирослав Овчарек и Катажина Фалани с музыкой Имре Кальмана и Жака Оффенбаха.

После концертов был организован мастер-класс еврейского танца, который проводила Маргарита Жемполух.
2008 год

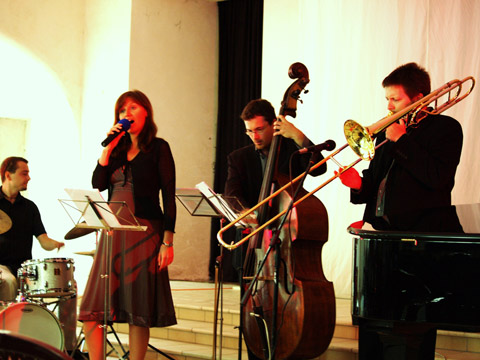
Джазовый Квартет Кассе Станковской

С 25 июня по 20 июля были организованы очередные концерты в рамках фестиваля «Лето с музыкой под Белым Аистом» В нём выступили:
- 25 июня — Bente Kahan Home; 29 июня — скрипач Виктор Кузнецов с музыкой Феликса Мендельсона и Эрнста Блоха;
- 2 июля — Хосе Андрес Кортес с музыкальной группой с песнями фламенко;
- 6 июля — квартет Кубы Станкевича с музыкой Ирвина Берлина и Джорджа Гершвина;
- 13 июля — джазовый квартет Кассе Станковской с музыкой Владислава Шпильмана;
- 20 июл — кларнетист Войцех Мрозка.

Во время этого фестиваля состоялась также встреча с Андреем Титковым, а также просмотр его фильмов.

### Другие мероприятия
В синагоге время от времени организовываются театральные представления, где ставятся спектакли известных польских и еврейских режиссёров. Также проводятся дни Израиля. Целью проекта является представление современного Израиля через израильскую музыку, кино, еврейский язык. Проводятся многочисленные концерты, спектакли и кинопоказы, лекции, касающиеся различных аспектов израильской культуры, мастер-классы, дискуссии.

## Участок четырёх святынь
Синагога принадлежит к так называемому участку четырёх святынь, в состав которого также входят православный Собор Рождества Богородицы, Костел св. Антония Падуанского, евангелический Храм Божьего Провидения. Верующие всех четырёх конфессий организуют совместные благотворительные мероприятия, учебные встречи для детей, молитвы. Меры призваны сблизить культурно и религиозно разрозненных жителей города.

## Галерея

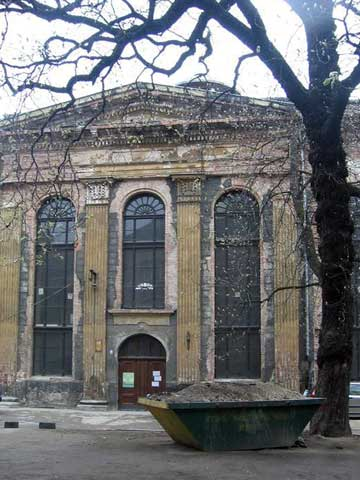
Синагога, ноябрь 2006 года
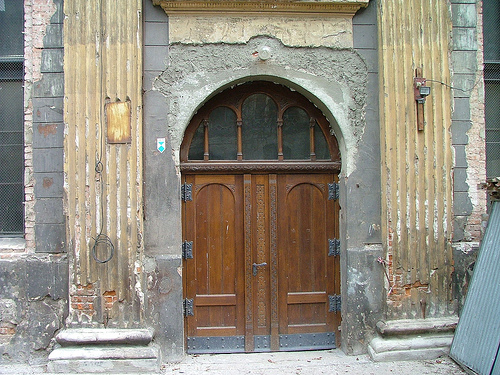
Входные двери, ноябрь 2006 года
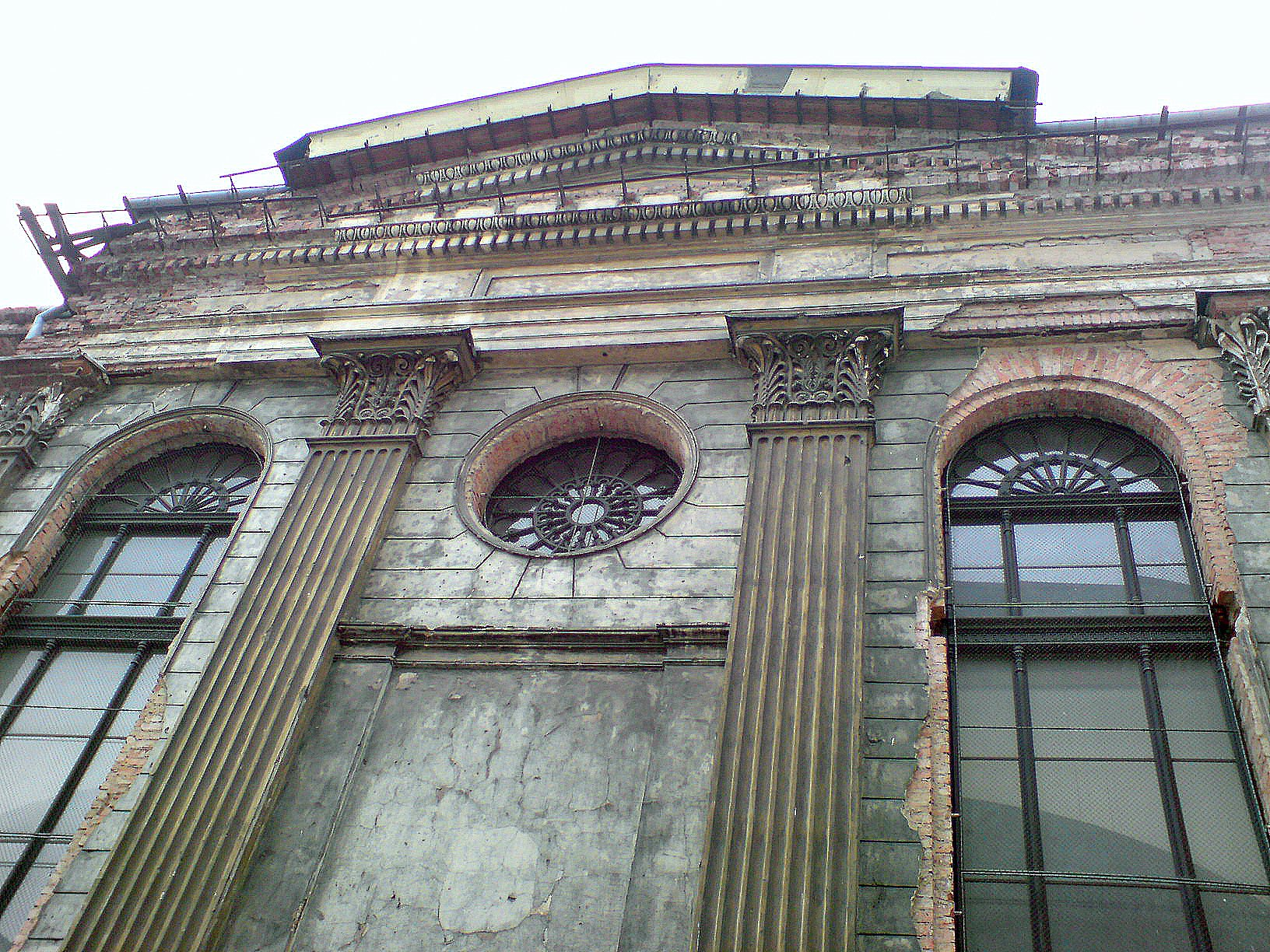
Фасад, 2007 год
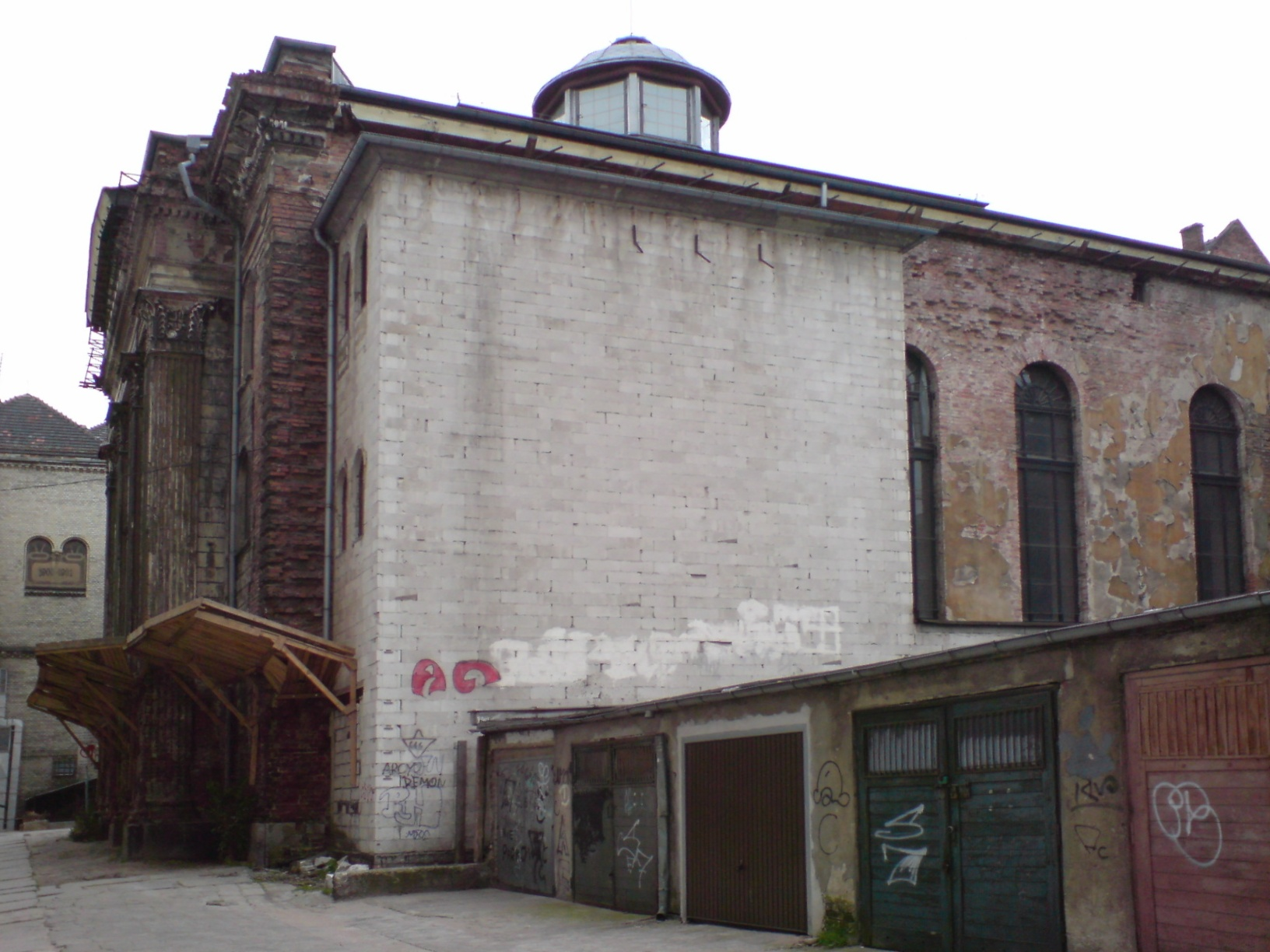
Фасад, июль 2007 года
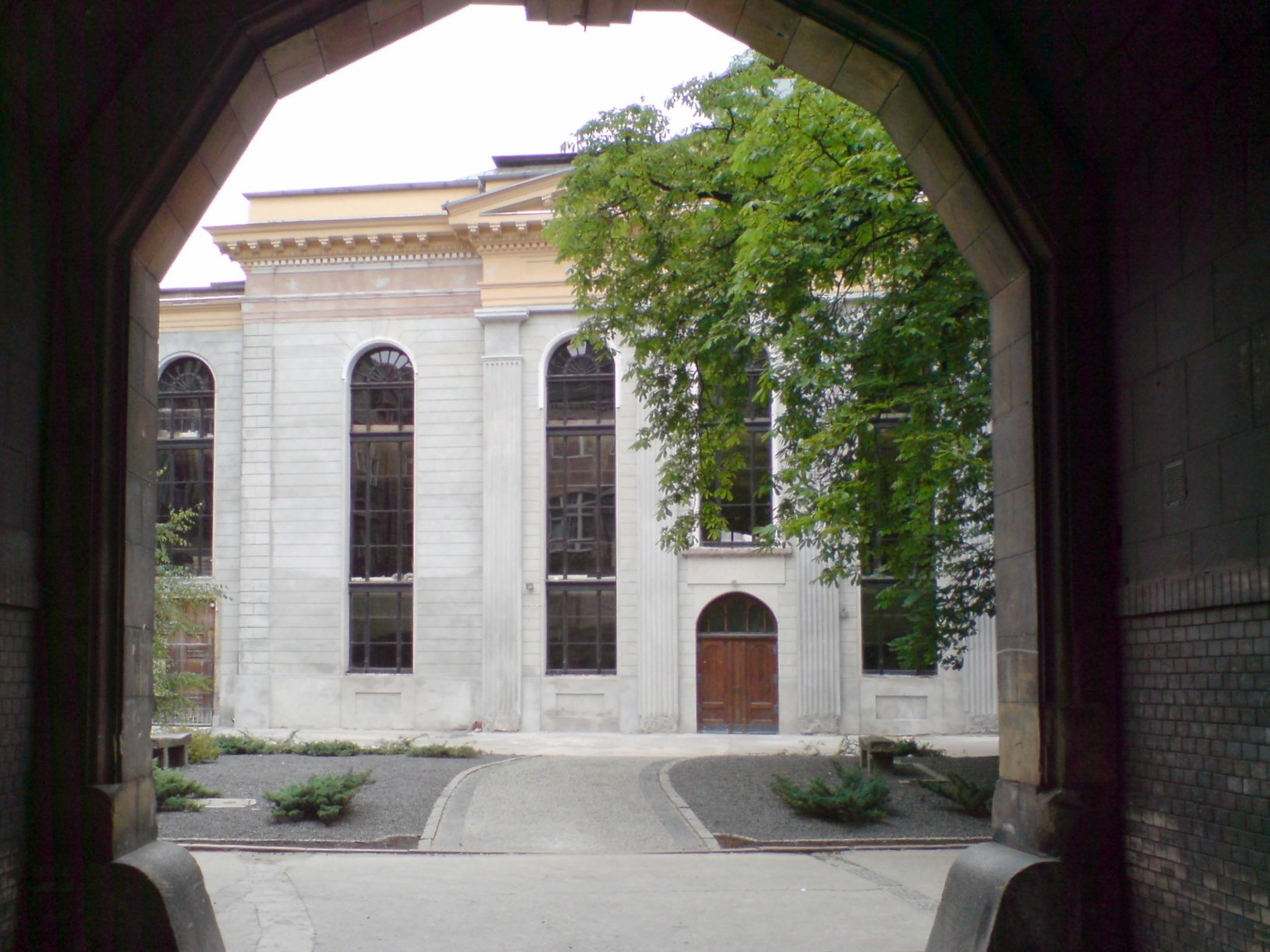
Вид на синагогу 2007 год